# Ivan Kley
Ivan Kley (Novo Hamburgo, 29 de junho de 1958 – Itajaí, 3 de abril de 2025) foi um tenista profissional brasileiro.
Durante sua carreira, ele ganhou um título de duplas em torneios ATP. Sua classificação de duplas mais alta da carreira foi a de número 56 do mundo em 1985.
Foi treinador e coordenador técnico de alto rendimento da equipe de tênis do Itamirim Clube de Campo, em Itajaí, no estado de Santa Catarina.

## Trajetória esportiva
Destro, começou a jogar aos oito anos de idade. Sua carreira durou quinze anos, dos dezessete em 1975 aos 32 anos de idade em 1990.
Kley teve três participações na Copa Davis: contra a Espanha, o Uruguai e a Venezuela.
Em simples, foi campeão em Campos do Jordão e vice-campeão em Forest Hill, nos Estados Unidos. Em duplas, ganhou o ATP de Conde de Godó, na Espanha.
Seu melhor ranking na Associação de Tenistas Profissionais (ATP) nas simples foi 81º e nas duplas 56º. Tem um feito inédito até hoje: vencer no mesmo dia o brasileiro de simples, duplas e duplas mistas.
Desenvolveu método próprio para tenistas, com o intuito de fazê-los crescer no esporte. Treinou vários jogadores de destaque no juvenil e no profissional como André Ghem, e participa de torneios de masters.

## Vida pessoal
É pai do cantor Vitor Kley.

## Finais em torneios Grand Prix

### Duplas: 2 (1–1)
| Resultado | V-D | Data         | Torneio           | Superfície | Parceiro        | Adversários               | Placar   |
| --------- | --- | ------------ | ----------------- | ---------- | --------------- | ------------------------- | -------- |
| Vice      | 0–1 | Maio de 1985 | Forest Hills, EUA | Clay       | Givaldo Barbosa | Ken Flach Robert Seguso   | 5–7, 2–6 |
| Campeão   | 1–1 | Maio de 1985 | Madrid, Espanha   | Clay       | Givaldo Barbosa | Jorge Bardou Alberto Tous | 7–6, 6–4 |